# Dániel Gyurta
Dániel Gyurta (født 4. maj 1989 i Budapest, Ungarn) er en ungarsk svømmer. Han har vandt olympisk sølvmedalje ved Athen i 2004 i en alder af 15 år. Han vandt olympisk guld ved OL i London i 2012. 